# Nahal Betzet
Nahal Betzet (în ebraică נחל בצת, lit. „Pârâuul Betzet”), în arabă: Wadi Karkara, este un pârâu odinioară-peren și acum intermitent în Galileea superioară, Israel. Cea mai mare parte a acesteia face parte din rezervația naturală numită pentru pârâu.

## Geografie

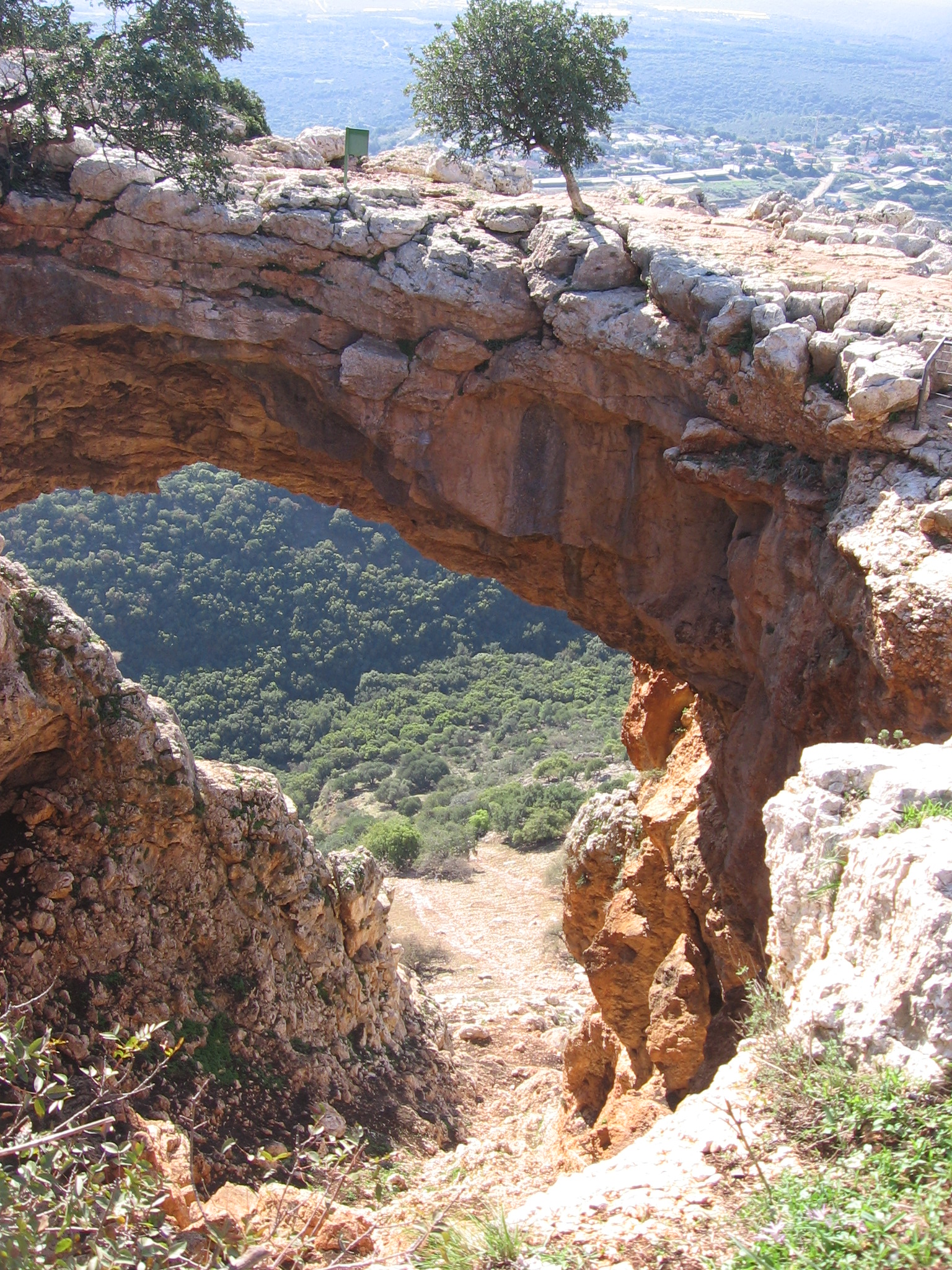
Arcul cunoscut sub numele de Peștera Keshet (Peștera Curcubeului), rămășițele unei peșteri mari prăbușite

Pârâul traversează granița dintre Liban și Israel între Shtula și Zar'it, și curge spre vest, vărsându-se în Marea Mediterană la sud de Rosh HaNikra. Pârâul trece de-a lungul unei linie de falie geologică prin dolomit și calcar, și este alimentat de-a lungul cursului său de izvoare. În prezent, Mekorot⁠(d) (compania națională de apă) pompează apa izvoarelor pârâului și a fost acuzată că a provocat secarea pârâului. Multe peșteri se formează pe malurile pârâului, mai ales arcul cunoscut sub numele de Peștera Keshet (Peștera Curcubeului).

## Rezervație naturală
Cea mai mare parte a pârâului face parte dintr-o rezervație naturală care îi poartă numele. Rezervația, declarată în 1972, acoperă 7650-dunam iar o parte din ea ajunge la granița israelo-libaneză. În 2009, 1225 de dune au fost adăugate în rezervă.
Flora din zonă include Nerium oleander, Platanus orientalis, și Adiantum capillus-veneris și Adiantum capillus-veneris.